# 李庆河
李庆河（1968年—），山东肥城人，汉族，中华人民共和国政治人物、第十二届全国人民代表大会黑龙江地区代表。
毕业于大庆石化总厂职工大学石油化工工艺专业。2013年，被选为全国人大代表。